# Gradi delle forze armate della Repubblica Sociale Italiana
Con la costituzione delle Forze armate della Repubblica Sociale Italiana continuarono a rimanere in uso in una prima fase i gradi precedentemente in vigore, epurati ove necessario delle simbologie monarchiche, e solo nel 1944 vennero regolamentate nuove insegne di grado.
Le insegne di grado della Marina rimasero sostanzialmente identiche a quelle precedenti, come anche quelle dell'Aeronautica (con l'eccezione dei gradi da Maresciallo, in cui il fascio littorio venne sostituito da una semplice aquila con le ali spiegate). I gradi da ufficiale dell'Esercito cambiarono invece radicalmente, spostandosi dai paramani alle controspalline ed introducendo le filettature con i colori dell'Arma o Specialità di appartenenza (per i gradi da colonnello a sottotenente).
La Guardia Nazionale Repubblicana adottò gradi di nuova foggia, che univano elementi di stile e denominazione tratti sia dai gradi della MVSN che da quelli degli ex-Carabinieri Reali (le componenti principali da cui la Guardia Nazionale Repubblicana aveva derivato funzioni, strutture e personale).
Il Corpo Ausiliario delle Squadre d'Azione delle Camicie Nere (meglio noto come "Brigate Nere") adottò inizialmente un semplice sistema di cordelline indossate attorno alla spalla destra come indicatori temporanei di funzione di comando, legati di volta in volta al ruolo rivestito nell'operazione in corso, ma dal gennaio 1945 abbandonò questo sistema per adottare gradi permanenti identici a quelli della Guardia Nazionale Repubblicana.
Il Servizio Ausiliario Femminile adottò anch'esso un proprio sistema di gradi di funzione, anche se le unità di ausiliarie delle Brigate Nere e della Xª MAS utilizzarono i gradi del proprio Corpo di appartenenza.

## Tabella dei gradi delle forze armate della Repubblica Sociale Italiana (1944-1945)
| Esercito Nazionale Repubblicano          | Marina Nazionale Repubblicana            | Aeronautica Nazionale Repubblicana       | Guardia Nazionale Repubblicana e Corpo Ausiliario delle Squadre d'Azione delle Camicie Nere | Servizio Ausiliario Femminile            |
| ufficiali generali / ufficiali ammiragli | ufficiali generali / ufficiali ammiragli | ufficiali generali / ufficiali ammiragli | ufficiali generali / ufficiali ammiragli                                                    | ufficiali generali / ufficiali ammiragli |
| ---------------------------------------- | ---------------------------------------- | ---------------------------------------- | ------------------------------------------------------------------------------------------- | ---------------------------------------- |
| Maresciallo d'Italia                     | grado equivalente non previsto           | grado equivalente non previsto           | grado equivalente non previsto                                                              | grado equivalente non previsto           |
| Generale d'armata                        | grado equivalente non previsto           | grado equivalente non previsto           | grado equivalente non previsto                                                              | grado equivalente non previsto           |
| Generale di corpo d'armata               | Ammiraglio                               | Generale di squadra aerea                | Generale                                                                                    | grado equivalente non previsto           |
| Generale di divisione                    | Viceammiraglio                           | Generale di divisione aerea              | Tenente generale                                                                            | grado equivalente non previsto           |
| Generale di brigata                      | Contrammiraglio                          | Generale di brigata aerea                | Maggiore generale                                                                           | Comandante generale                      |
| ufficiali superiori                      |                                          |                                          |                                                                                             |                                          |
| Colonnello (Alpini)                      | Capitano di vascello                     | Colonnello                               | Colonnello Comandante di Brigata (Brigate Nere 1944)                                        | Vicecomandante generale Ispettrice       |
| Tenente colonnello (Cavalleria)          | Capitano di fregata                      | Tenente colonnello                       | Tenente colonnello                                                                          | grado equivalente non previsto           |
| Maggiore (Fanteria)                      | Capitano di corvetta                     | Maggiore                                 | maggiore Comandante di Battaglione (Brigate Nere 1944)                                      | grado equivalente non previsto           |
| ufficiali inferiori                      |                                          |                                          |                                                                                             |                                          |
| Capitano (Carristi)                      | Tenente di vascello                      | Capitano                                 | Capitano Comandante di Compagnia (Brigate Nere 1944)                                        | Comandante provinciale                   |
| Tenente (Bersaglieri)                    | Sottotenente di vascello                 | Tenente                                  | Tenente                                                                                     | Vicecomandante provinciale               |
| Sottotenente (Artiglieria)               | Guardiamarina                            | Sottotenente                             | Sottotenente                                                                                | Comandante di gruppo                     |
| sottufficiali marescialli                |                                          |                                          |                                                                                             |                                          |
| Maresciallo maggiore                     | Capo di prima classe                     | Maresciallo di prima classe              | Primo aiutante                                                                              | grado equivalente non previsto           |
| Maresciallo capo                         | Capo di seconda classe                   | Maresciallo di seconda classe            | Aiutante capo                                                                               | grado equivalente non previsto           |
| Maresciallo ordinario                    | Capo di terza classe                     | Maresciallo di terza classe              | Aiutante Comandante di Plotone (Brigate Nere 1944)                                          | Caponucleo                               |
| sottufficiali sergenti                   |                                          |                                          |                                                                                             |                                          |
| Sergente maggiore                        | Secondo capo                             | Sergente maggiore                        | Brigadiere                                                                                  | grado equivalente non previsto           |
| Sergente                                 | Sergente                                 | Sergente                                 | Vicebrigadiere Comandante di Squadra (Brigate Nere 1944)                                    | Vicecaponucleo                           |
| truppa                                   |                                          |                                          |                                                                                             |                                          |
| Caporalmaggiore                          | Sottocapo                                | Primo aviere                             | grado equivalente non previsto                                                              | grado equivalente non previsto           |
| Caporale                                 | grado equivalente non previsto           | Aviere scelto                            | Milite scelto                                                                               | Ausiliaria scelta                        |
| Appuntato                                | comune di prima classe                   | grado equivalente non previsto           | insegna di grado non prevista Milite                                                        | insegna di grado non prevista Ausiliaria |
| insegna di grado non prevista Soldato    | comune di seconda classe                 | insegna di grado non prevista Aviere     | grado equivalente non previsto                                                              | grado equivalente non previsto           |